# SL₂(ℝ)
在数学中，特殊线性群 SL₂(ℝ) 是行列式为 1 的 2×2 实矩阵组成的群：
{\displaystyle {\mbox{SL}}_{2}(\mathbb {R} )=\left\{{\begin{bmatrix}a&b\\c&d\end{bmatrix}}:a,b,c,d\in \mathbb {R} \right.\,}，且 {\displaystyle ad-bc=1{\Bigg \}}\,}．
它是一个三维李群，在几何、拓扑、表示论及物理中有重要应用．
与 SL₂(ℝ) 密切相关的是射影线性群 PSL₂(ℝ)。这是将 SL₂(ℝ) 中每个元素与它的负元素等同得到的商： 
{\displaystyle {\mbox{PSL}}_{2}(\mathbb {R} )={\mbox{SL}}_{2}(\mathbb {R} )/\{-1,+1\}.\,}
一些作者将这个群记做 SL(2,ℝ)．这是一个单李群，包含模群 PSL₂(ℤ)．

## 描述
SL2(ℝ) 是 ℝ2 上所有保持定向面积的线性变换群。它同构于辛群 Sp2(ℝ) 以及广义特殊酉群 SU(1,1)。它也同构于单位长共四元数群。
商 PSL2(ℝ) 有多个有趣的描述：
- 它是实射影直线 {\displaystyle \mathbb {R} \cup \{\infty \}} 上保持定向的射影变换群。
- 它是单位圆盘的共形自同构群。
- 它是双曲平面保持定向的等距群。
- 它是三维闵可夫斯基空间的限制洛伦兹群。等价地，它同构于不定正交群 SO+(1,2)。从而 SL2(ℝ) 同构于旋量群 Spin(2,1)+。

### 线性分式变换
PSL2(ℝ) 的元素做为线性分式变换作用在实射影直线 {\displaystyle \mathbb {R} \cup \{\infty \}} 上：
{\displaystyle x\mapsto {\frac {ax+b}{cx+d}}.}
这类似于 PSL2(ℂ) 通过莫比乌斯变换在黎曼球面上的作用。这是 PSL2(ℝ) 在双曲平面上的作用限制到无穷远边界。

### 莫比乌斯变换
PSL2(ℝ) 中的元素通过莫比乌斯变换作用在复平面上：
{\displaystyle z\mapsto {\frac {az+b}{cz+d}}\;\;\;(\,} 这里 {\displaystyle a,b,c,d\in \mathbb {R} {\mbox{)}}.\,}
这正好是保持上半平面的莫比乌斯变换集合。从而 PSL2(ℝ) 是上半平面的共形自同构群。由黎曼映射定理，它也是单位圆盘的共形自同构群。
这些莫比乌斯变换是双曲空间上半平面模型的等距，而圆盘相应的莫比乌斯变换是庞加莱圆盘模型的双曲等距。

### 伴随表示
群 SL2(ℝ) 通过共轭作用在它的李代数 SL2(ℝ) 上，导致 PSL2(ℝ) 的一个忠实 3 维线性表示。这也可以描述为 PSL₂(ℝ) 作用在 ℝ² 上的二次型上。结果是如下表示
{\displaystyle {\begin{bmatrix}a&b\\c&d\end{bmatrix}}\mapsto {\begin{bmatrix}a^{2}&2ac&c^{2}\\ab&ad+bc&cd\\b^{2}&2bd&d^{2}\end{bmatrix}}.}
sl2(ℝ) 上的基灵型有符号 (2,1)，诱导了 PSL2(ℝ) 与洛伦兹群 SO+(2,1) 之间一个同构。PSL2(ℝ) 在闵可夫斯基空间上的作用限制成 PSL2(ℝ) 在双曲空间的双曲面模型上的等距。

## 元素的分类
SL2(ℝ) 中一个元素 A 的本征值满足特征多项式
{\displaystyle \lambda ^{2}\,-\,\mathrm {tr} (A)\,\lambda \,+\,1\,=\,0,\,}
从而
{\displaystyle \lambda ={\frac {\mathrm {tr} (A)\pm {\sqrt {\mathrm {tr} (A)^{2}-4}}}{2}}.\,}
这导致了如下元素分类：
- 如果 | tr(A) | < 2，则 A 称为椭圆型。

- 如果 | tr(A) | = 2，则 A 称为抛物型。

- 如果 | tr(A) | > 2，则 A 称为双曲型。

### 椭圆型元素
椭圆型元素的本征值都是复数，是单位圆周上的共轭值。这样的元素的作用是欧几里得空间中的旋转，相应的 PSL2(ℝ) 元素之作用是双曲平面与闵可夫斯基空间的旋转。
模群的椭圆型元素的本征值一定为 {ω, 1/ω} 形式，其中 ω 是一个本原3次、4次、或6次单位根。他们是模群中所有有限阶元素，他们作用在环面上是周期性微分同胚。

### 抛物型元素
抛物型元素只有一个本征值，1 或者 -1。这样的元素作用在欧几里得平面上是错切映射，相应 PSL2(ℝ) 中元素作用在双曲平面上是极限旋转（limit rotation），在闵可夫斯基空间上的作用是零旋转。
模群的抛物型元素作用在环面上是德恩扭转（Dehn twist）。

### 双曲型元素
双曲型元素的本征值都是实数，互为倒数。这样一个元素作用在欧几里得空间上是挤压映射（squeeze mapping），相应的 PSL2(ℝ) 元素作用在双曲平面是平移，在闵可夫斯基空间上的作用是洛伦兹递升。
模群的双曲型元素作用在环面上是阿诺索夫微分同胚（Anosov diffeomorphism）。

## 拓扑和万有覆盖
做为一个拓扑空间，PSL2(R) 可以描述为双曲平面的单位切丛，这是一个圆丛，有由双曲平面上辛结构诱导的自然切触结构。SL2(R) 是 PSL2(R) 的二重覆盖，可以认为是双曲平面上的旋量丛。
SL2(R) 的基本群是无限循环群 ℤ。其万有覆盖群记做 {\displaystyle {\overline {{\mbox{SL}}_{2}(\mathbb {R} )}}}，是一个有限维李群但不是矩阵群。即 {\displaystyle {\overline {{\mbox{SL}}_{2}(\mathbb {R} )}}} 没有忠实有限维表示。
做为一个拓扑空间，{\displaystyle {\overline {{\mbox{SL}}_{2}(\mathbb {R} )}}} 是双曲平面上一个线丛。若赋予一个左不变度量，3-流形 {\displaystyle {\overline {{\mbox{SL}}_{2}(\mathbb {R} )}}} 成为瑟斯顿八几何之一。例如，{\displaystyle {\overline {{\mbox{SL}}_{2}(\mathbb {R} )}}} 是任何双曲曲面的单位切丛的万有覆盖。任何以 {\displaystyle {\overline {{\mbox{SL}}_{2}(\mathbb {R} )}}} 为模型的流形是可定向的，也是一个二维双曲轨形上的圆丛（一个塞弗特纤维空间（Seifert fiber space））。

## 代数结构
SL2(ℝ) 的中心是两个元素的群 {-1,1}，商 PSL2(ℝ) 是单群。
PSL2(ℝ) 的离散子群称为富克斯群（Fuchsian group）。他们是欧几里得壁纸群（wallpaper group）和饰带群（Frieze group）的双曲类比。最有名的是模群 PSL2(ℤ)，它作用在双曲平面由理想三角形形成的嵌图上。
圆群SO(2)是 SL2(ℝ) 的一个极大紧子群，圆 SO(2)/{-1,+1} 是 PSL2(ℝ) 的一个极大紧子群。
PSL2(ℝ) 的舒尔乘子（Schur multiplier）是 ℤ，万有中心扩张与万有覆盖群相同。

## 表示理论
SL2(ℝ) 是一个实非紧单李群，也是复李群 SL2(ℂ) 的分裂实形式。SL2(ℝ) 的李代数记做 sl2(ℝ)，是所有迹为零的 2×2 实矩阵。 它是 VIII 型比安基代数。
SL2(ℝ) 的有限维表示理论等价于SU(2)的表示理论，这是 SL2(ℂ) 的紧实形式。特别地 SL2(ℝ) 没有非平凡有限维酉表示。
SL2(ℝ) 的无限维表示理论相当有意思。这个群有多类酉表示，这被盖尔范德、奈马克 (1946)、巴格曼 (1947)、Harish-Chandra (1952) 详细地解决了。